# Gilten
Gilten er en kommune i Samtgemeinde Schwarmstedt i Landkreis Heidekreis i den centrale del af den tyske delstat Niedersachsen.

## Geografi
En gren af floden Leine løber i den østlige del af kommunen, som ligger lige sydvest for, hvor den løber sammen med Aller; Bundesstraße 214 går gennem kommunen. Ud over Gilten ligger landsbyerne Eschenworth, Grewiede, Hufe, Nienhagen, Norddrebber og Suderbruch i kommunen. Nienhagen, Norddrebber og Suderbruch var indtil 1974 selvstændige kommuner.